# Onthophagus commottoides
Onthophagus commottoides är en skalbaggsart som beskrevs av Kabakov 1998. Onthophagus commottoides ingår i släktet Onthophagus och familjen bladhorningar. Inga underarter finns listade i Catalogue of Life.